# Pravila rusă

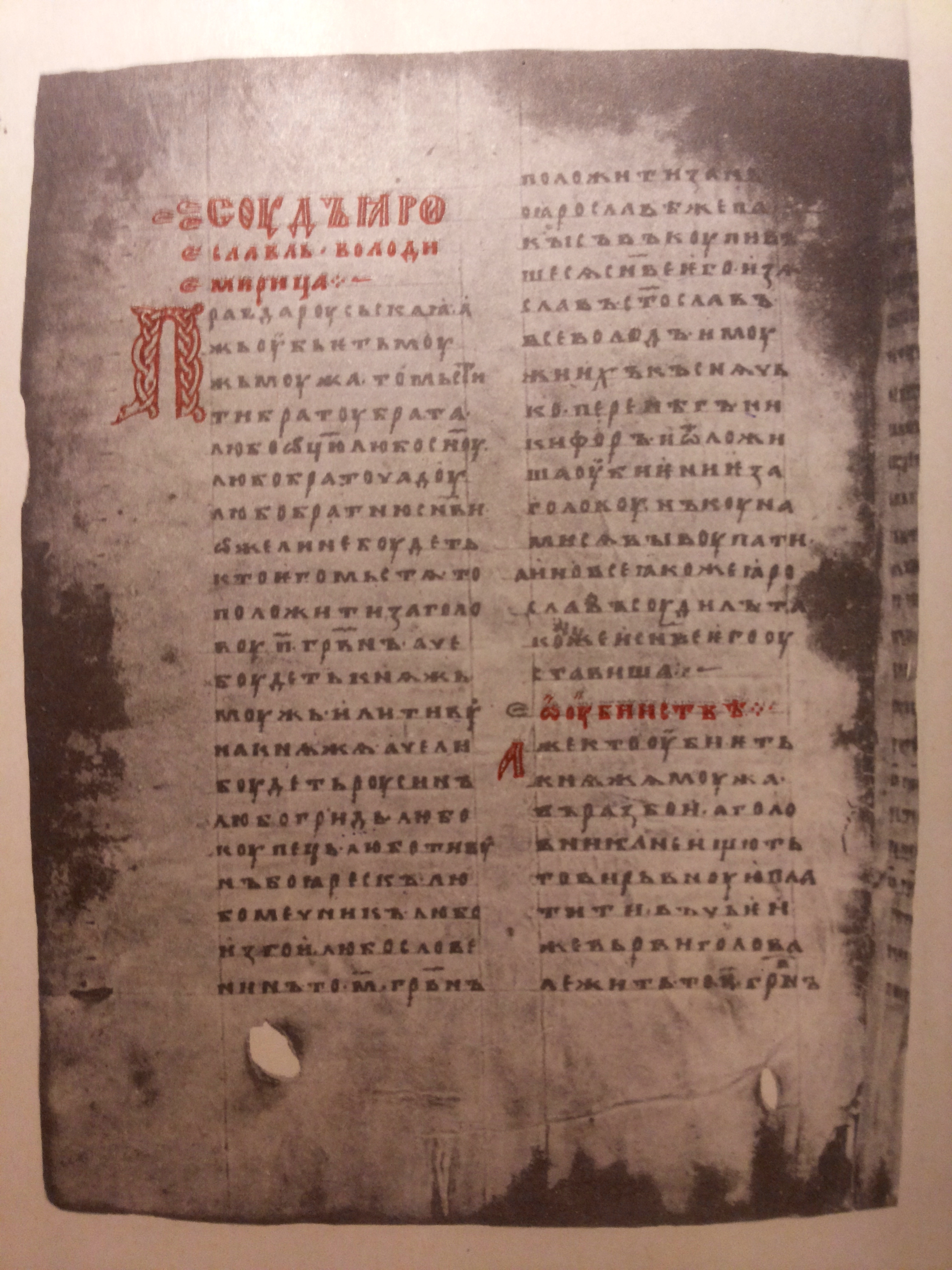
Aici este reprezentată o pravilă rusească,o compilație de vechi custume slave realizată prin secolele IX - XII.

Pravila rusă (în limba rusă: Русская Правда) este o compilație de vechi cutume (lex barbarum) slave, realizată in perioada secolelor al IX-XII, inițiată in cnezatul Kievului și continuată în cnezatele succesoare acestuia. 
Apariția în formă scrisă a pravilei în cursul secolului al XI-lea este datorată cneazului Iaroslav I cel Înțelept. A doua versiune apare în timpul cneazului Moscovei, Iuri Dolgoruki, un secol mai târziu. 

## Legiferarea
Diferitele versiuni ale pravilei nu prezintă nici o urmă de interferență a poporului în materie de legiferare, care aparținea integral cneazului și sfetnicilor săi. 

## Proprietatea obștească asupra pământului si pădurilor
Pravila lui Iaroslav menționează tipul de proprietate a pământului, în comun de către membrii comunității, in societatea rusă. În timp ce pământul rămînea nedivizat, fiecare membru primea în posesie o porțiune din terenurile ce aparțineau clanului. Părțile nu erau egale ci depindeau de nivelul de moștenire al fiecărui membru. Era posibil totuși ca frații și nepoții să trăiască separat, dar atunci intervenea divizarea terenului. 
Maxim Kovalevsky, profesor de istoria dreptului rus, numea acest tip de proprietate ca fiind de tip comunist. 
Pădurile erau subiect exclusiv al proprietății comune, putând aparține mai multor sate învecinate ce constituiau o arie lărgită, volost. Fiecare locuitor al volostului avea acces nelimitat la zona nedivizată. Nimeni nu putea efectua lucrări pe terenul nedivizat al pădurii fără a avea acordul comunității.

## Iobăgia
Iobăgia voluntară (roleini zakup) este menționată în pravilă și semnifică faptul că o persoană putea împrumuta bani cu condiția efectuării de arături, atât timp cât datoria rămânea neplătită. 